# Omicidio in tre atti

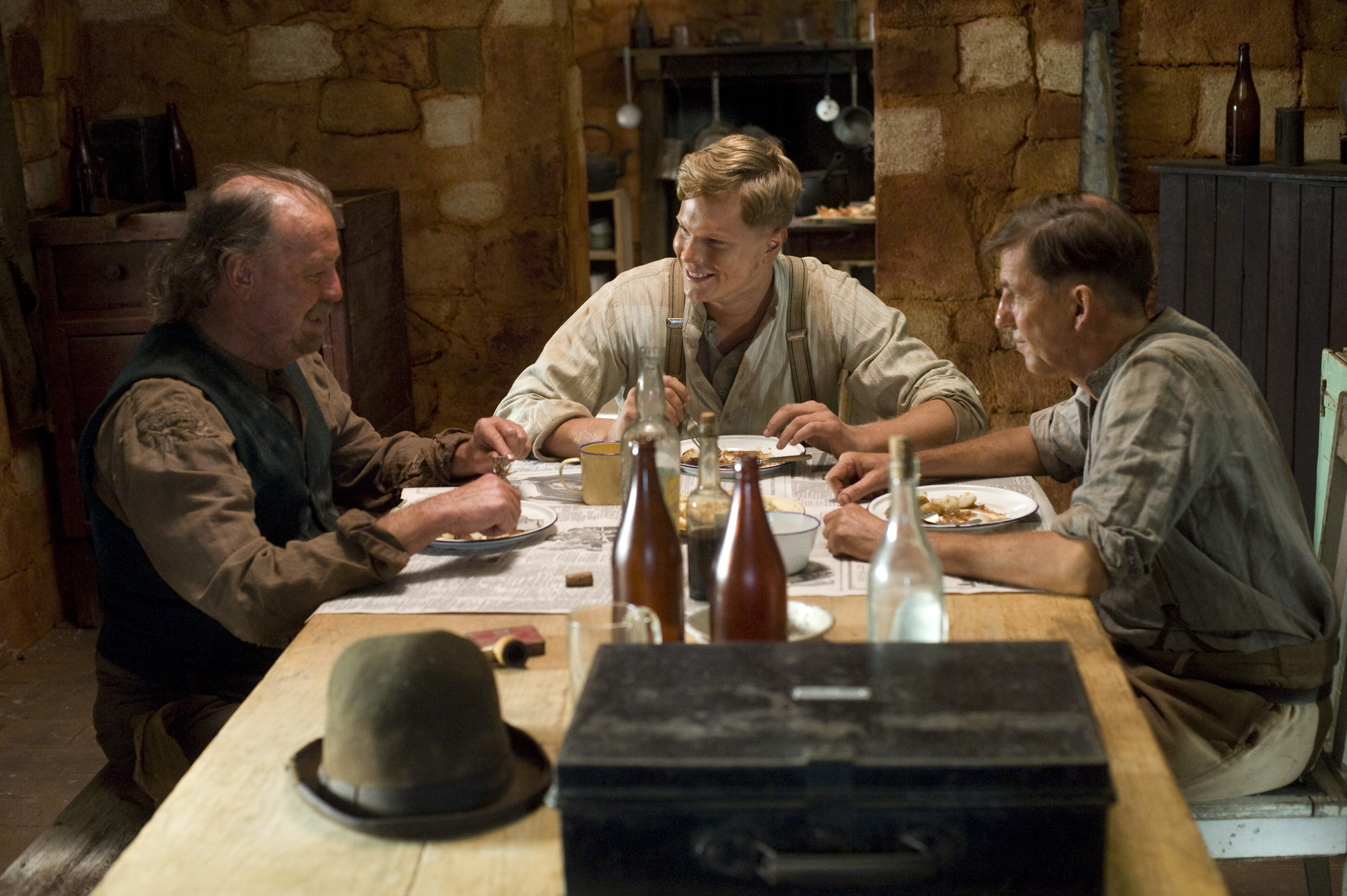
Fotogramma del film

Omicidio in tre atti (Three Acts of Murder) è un film australiano del 2009 diretto da Rowan Woods ed è basato sulla vera storia dello scrittore Arthur Upfield che aveva inavvertitamente ispirato gli omicidi Murchison.

## Trama
Nel 1929 Arthur Upfield, il principale autore australiano di romanzi gialli, concepì l'omicidio perfetto per il suo romanzo Le sabbie del Windee e raccontò la trama ad uno dei suoi amici, il magazziniere Snowy Rowles che lo aiutava nel suo lavoro di sistemazione delle reti di contenimento dei conigli in Australia. Snowy, tuttavia, mise poi realmente in atto una serie di omicidi ispirandosi alla storia di Arthur Upfield, ancor prima che il libro fosse pubblicato.
Questa storia vera ha portato a uno dei più sensazionali processi per omicidio in Australia degli anni '30 che aveva portato alla condanna a morte di Snowy nel giugno 1932 e catapultato il nome di Upfield sulla scena mondiale.

## Produzione
Il film è stato girato nei dintorni di Perth in Australia.